# Wasted Heart
Wasted Heart es el primer EP, y tercer lanzamiento, de la banda estadounidense de hard rock Loaded. Después de la marcha de Scott Weiland de Velvet Revolver el 21 de abril de 2008 Loaded decidió reagruparse y grabar un nuevo álbum de estudio y después realizar una gira europea para finales de 2008, con Velvet Revolver parado hasta que encontrasen un nuevo cantante. Después de unas cuantas jam sessions, Loaded comenzó a grabar lo que sería Sick con el productor de Dark Days Martin Feveyear en los Jupiter Studios de Seattle. Después de firmar un contrato con Century Media, la banda comenzó a trabajar bajo el nombre de Duff McKagan's Loaded paraayudar a promocionar la banda. Wasted Heart se lanzó el 22 de septiembre de 2008 para coincidir con la gira europea, aunque ya se podía comprar antes en los conciertos llevados a cabo en el Reino Unido con The Loyalties como teloneros.
Todas las pista del EP aparecen en el segundo álbum de la banda Sick, a excepción de "Executioner's Song", además de una evrsión acústica de "Wasted Heart".

## Lista de canciones
| N.º | Título                    | Duración |  |
| 1.  | «Sleaze Factory»          | 3:46     |  |
| 2.  | «No More»                 | 4:35     |  |
| 3.  | «Executioner's Song»      | 3:39     |  |
| 4.  | «IOU»                     | 3:37     |  |
| 5.  | «Wasted Heart (acoustic)» | 4:33     |  |

## Personnel
| Loaded - Duff McKagan – voz, guitarra - Mike Squires – guitarra, coros - Jeff Rouse – bajo, coros - Geoff Reading – batería, coros | Producción - Martin Feveyear – productor, mezclas, masterización, percusión adicional - Jon Ervie – asistente de mezclas |